# Santiago Muñoz
Santiago René Muñoz Robles (ur. 14 sierpnia 2002 w El Paso) – meksykański piłkarz z obywatelstwem amerykańskim występujący na pozycji napastnika, od 2025 roku zawodnik amerykańskiego Sportingu Kansas City.